# Big Bad Mama
Big Bad Mama is een nummer van de Amerikaanse rapper Foxy Brown uit 1997, in samenwerking met de Amerikaanse R&B-groep Dru Hill. Het is de derde en laatste single van Ill Na Na, het debuutalbum van Brown. Tevens is het afkomstig van de soundtrack van de film Def Jam's How to Be a Player.
Het nummer is gebaseerd op een sample uit She's a Bad Mama Jama (She's Built, She's Stacked) van Carl Carlton. "Big Bad Mama" werd een kleine hit in Amerika, waar het de 53e positie behaalde in de Billboard Hot 100. In de Nederlandse Top 40 bereikte het nummer een bescheiden 33e positie.

## Tracklijst
- Cd-single

1. "Big Bad Mama" (LP-versie)
2. "Big Bad Mama" (instrumentaal)
3. "Never Seen Before" (LP-versie)
4. "Never Seen Before" (LP instrumentaal)
5. "Never Seen Before" (remix)